# 郭亞女事件
郭亞女事件是指一件發生於1986年的香港社會福利事件，一名母親在葵涌公屋涉嫌幽禁女兒導致虐兒，香港政府社會福利署處理該個案時，最後決定破門入屋分開母女俩，這種手法當時備受社會抨擊。

## 經過
1986年，有香港傳媒揭發6歲女童郭亞女懷疑被患有精神病的母親黃婉韶，幽禁在新界葵涌葵興邨的住所。社會福利署葵涌家庭服務中心於1985年11月已得悉並接手處理，但負責事件的社工曾5次嘗試入屋瞭解情況被拒。因廣泛報道後，大批記者包圍該單位，社會福利署擔心令母親不安，對女童不利，於5月8日，經過考慮並由當時署長陳方安生批准之下，決定引用《保護婦孺條例》聯同皇家香港警務處、消防處、政務處和房屋署破門入屋救出女童。女童被送往竹園兒童院，而其患有精神病的母親被強行送入葵涌醫院接受精神病治療。社會福利署亦以案件懷疑涉及虐兒為由，禁止兩母女見面，後來才批准每星期可以有2次見面。

## 影響
「郭亞女事件」引發當時社會的廣泛討論。有輿論批評社會福利署濫權，並質疑破門入屋的必要性。香港政府事後檢討事件，並公佈《郭亞女事件報告書》。
陳方安生在「郭亞女事件」中受到一些人批評。這除了由於她批准破門入屋之外，也是因為她曾在相關的記者會上指責新聞界對此事的報導誇張渲染。
陳方安生事後亦一直有與郭亞女保持聯繫。
此事件於1987年被香港賀歲電影《富貴逼人》作為笑柄。

## 外部連結
- 郭亞女事件破門 陳太被抨擊[]
- 香港電台經典重溫「八十年代面面觀—郭阿女事件」（页面存档备份，存于），1986年6月14日（廣播節目）